# VV Oude Maas
VV Oude Maas ist ein Fußballverein aus dem Niederländischen Poortugaal. Die erste Mannschaft des Vereins spielt in der Saison 2014/15 in der siebtklassigen Derde Klasse Zaterdag. Er nahm in der Saison 2014/15 am KNVB-Pokal teil und erreichte die 1. Runde.